# 古川博巳
古川 博巳（ふるかわ　ひろみ、1927年7月11日-　）は、日本のアメリカ文学者。
奈良市生まれ。神戸市外国語大学中退。1951年兵庫県立芦屋高等学校英語科教諭。1966年大阪工業大学専任講師。同助教授、神戸商科大学教授、京都女子大学教授、天理大学教授、1998年定年退職。1954年「黒人研究の会」創設に参画し代表、顧問。アメリカ黒人文学を専門とした。世界史、近現代日本の対外交渉史、アフリカ史、アフリカ系アメリカ史、アフリカン・ディアスポラ研究を専門とする古川哲史（1964-　）は息子。

## 著書
- 『黒人文学入門』創元社 1973
- 『アフロ・アメリカ文学の研究 ルーツとソウルを求めて』京都女子大学 京都女子大学研究叢刊 1989
- 『ブラックへの旅路 part 1 (みちぐさ篇)』せせらぎ出版 1995
- 『ブラックへの旅路 part 2 (ひとすじ篇)』せせらぎ出版 1996
- 『ブラックへの旅路 (Part-3)ほんやく篇』せせらぎ出版 1997

共著
- 『日本人とアフリカ系アメリカ人 日米関係史におけるその諸相』古川哲史共著 明石書店 2004

### 翻訳
- マーチン・ルーサー・キング『黒人はなぜ待てないか』中島和子共訳 みすず書房 1966
- ラングストン・ヒューズ『片道きっぷ 詩集』国文社 1975
- チヌア・アチェベ『崩れゆく絆 アフリカの悲劇的叙事詩』門土社 1977
- 『ふりむくんじゃないよ ラングストン・ヒューズ詩集』吉岡志津世共訳 国文社 1996
- 『豹と鞭 ラングストン・ヒューズ詩集』風呂本惇子共訳 国文社 1998
- リチャード・ライト『ひでえぜ今日は!』絹笠清二共訳 彩流社 2000
- アン・ピートリ『ちびねこグルのぼうけん』黒沢優子共訳 大社玲子絵 福音館書店 2003

## 論文
- Cinii